# 小紅毛社
小紅毛社，是臺灣彰化縣田尾鄉的一個地名，位於該鄉東北部。相較於今日行政區，其範圍大致包括新興村、福田村。

## 歷史
台灣清治末期至日治初期，小紅毛社地區為一街庄，稱為「小紅毛社庄」，隸屬於武西堡。該庄北與湳港舊庄為鄰，東與張厝庄為鄰，東南邊及南邊為大紅毛社庄，西邊為鎮平庄。。
1901年（日治明治三十四年）11月，全台廢縣廳改設二十廳，該庄隸屬於彰化廳。1903年（明治三十六年）6月，該庄編入「海豐崙區」，隸屬於彰化廳。1909年（明治四十二年）10月，合併二十廳為十二廳，海豐崙區改隸屬於臺中廳。1920年（大正九年），廢廳、支廳、區、街庄（舊制）改設州、郡、街庄（新制）、大字，該庄改制為「小紅毛社」大字，隸屬於臺中州北斗郡田尾庄。
戰後田尾庄改制為田尾鄉，隸屬於臺中縣，大字亦改制為村。1950年10月，中、彰、投分治，田尾鄉改隸屬彰化縣。

## 聚落
本地區發展較早的聚落有新厝仔、小紅毛社等，在日治期初期的官方地圖上已有記載。此外，本地區尚有福田聚落。

## 交通
鄉道彰81線（浮圳路）是浮圳至社頭的道路，整條路線大致呈略向西傾斜的L字形，大致以北微西－南微東走向經過本地區東部邊界地帶。由該道路向北微西可前往陳厝厝地區的浮圳聚落、陳厝厝與五汴頭交界地帶並止於鄉道彰144線路口，向南微東可前往經一小段張厝與小紅毛社交界地帶後轉東微北可前往張厝、社頭中部並止於舊縣道141號（員集路二段）路口。
鄉道彰83線（永社路）是永靖至外三塊厝的道路，大致以北北西—南南東走向由本地區西部邊界入境後轉東南，經鄉道彰83-1線起點路口後轉南南東，至本地區南部邊界東側的鄉道彰146線路口轉南偏東並出境。由該道路向北北西轉北北東繞大彎轉西北可前往湳港西北部並止於省道台1線路口，向南南東可前往小紅毛社、大紅毛社西南部、外三塊厝並止於縣道150號路口。
鄉道彰146線（民權路）是溪畔至新興的道路，大致以西南西—東北東走向經過本地區中部偏北地帶，並經過鄉道彰89線、彰83-1線路口。由該道路向西南西可前往曾厝崙西北部並止於鄉道彰87-1線路口，向東北東可前往湳港舊南部、湳港舊與小紅毛社交界地帶並止於鄉道彰81線路口。
鄉道彰154線（光復路二段～一段）是海豐至朝興的道路，大致以西南西—東北東走向由本地區南部邊界西側入境後，轉東經鄉道彰89線路口、鄉道彰83-1線終點路口後，轉東北東於本地區東部邊界南側出境。由該道路向西南西轉西北西可前往曾厝崙、饒平厝北部、饒平厝與田尾交界地帶、田尾與溪子頂交界地帶、田尾、溪子頂西北部並止於國號1號東側的鄉道彰152線路口，向東北東可前往小紅毛社、大紅毛社與張厝交界地帶、張厝與崙雅交界地帶、崙雅與社頭交界地帶、社頭、舊社、石頭坑南部偏西並止於縣道137號路口。